# Fotbalová válka
Fotbalová válka (španělsky: La guerra del fútbol) někdy také označovaná jako Stohodinová válka byl krátký ozbrojený konflikt mezi Salvadorem a Hondurasem, který se odehrál roku 1969. Bezprostřední příčinou byly násilné incidenty mezi obyvateli obou zemí, které propukly poté, co salvadorský národní fotbalový tým zvítězil nad honduraskou reprezentací v kvalifikačním zápase na Mistrovství světa ve fotbale 1970 v Mexiku.

## Příčiny války
Napětí mezi oběma zeměmi bylo dlouhodobého charakteru. Honduras má přibližně pětkrát větší území než Salvador, ale v 60. letech 20. století měl oproti němu skoro poloviční počet obyvatel. Z toho vznikaly problémy. V Salvadoru byl pro obyvatele nedostatek volné půdy, zatímco v sousedním Hondurasu jí byl využíván jen zlomek. Od počátku století tak docházelo k migracím salvadorských bezzemků do pohraničí Hondurasu, kde si pro sebe zabírali nikým nevlastněnou půdu. V roce 1969 již bylo v Hondurasu až půl milionu salvadorských imigrantů, což způsobovalo značné národnostní napětí, i mezistátní spory o pohraniční oblasti, v nichž převážná část imigrantů žila. Honduraská vláda se pokusila problém vyřešit pozemkovou reformou, a půdu vlastněnou Salvadorci zestátnila, aby ji potom mohla rozdat vlastním obyvatelům. Salvadorci museli své pozemky opustit, i ti, co za půdu zaplatili. Nucené stěhování provázely různé násilnosti a incidenty, což v Salvadoru vyvolalo odpor vlády i veřejnosti.

## Vyhrocení situace
Ve stejný rok probíhala kvalifikace na Mistrovství světa ve fotbale 1970 konané v Mexiku. Shodou okolností proti sobě měly nastoupit národní týmy obou zemí ve vyřazovacím dvojzápase. Pro obě země byla utkání otázkou národní hrdosti. V prvním zápase zvítězil Honduras na domácí půdě 1:0, ale v odvetě, hrané 15. června, zvítězil Salvador 3:0. Po odvetném zápase propuklo mezi obyvateli obou zemí mnoho násilných střetů, zejména salvadorští imigranti byli v Hondurasu silně terorizováni. 26. června obvinila salvadorská vláda Honduras z genocidy salvadorských přistěhovalců. V obou zemích probíhaly rozsáhlé nacionalistické kampaně.

## Průběh války
Dne 14. července salvadorská armáda zaútočila na Honduras, a tím vypukla mezi oběma zeměmi válka. Boje probíhaly na zemi i ve vzduchu. Protože obě země měly zaostalé vzdušné síly, odehrály se pravděpodobně naposledy v dějinách letecké bitvy za účasti vrtulových stíhaček. OAS – Organizace amerických států reagovala výzvou k vládám obou zemí k ukončení války a zavedením sankcí. Zhruba po 100 hodinách bojů došlo kvůli nátlaku OAS 18. července k ukončení bojů. Salvadorská vojska se již nacházela u Tegucigalpy, hlavního města Hondurasu, který v bojích utrpěl ponižující porážku. 20. července zprostředkovala OAS uzavření příměří mezi oběma státy. Začátkem srpna se všechna salvadorská vojska stáhla. Mírová smlouva byla podepsána 30. října 1980.

## Následky války

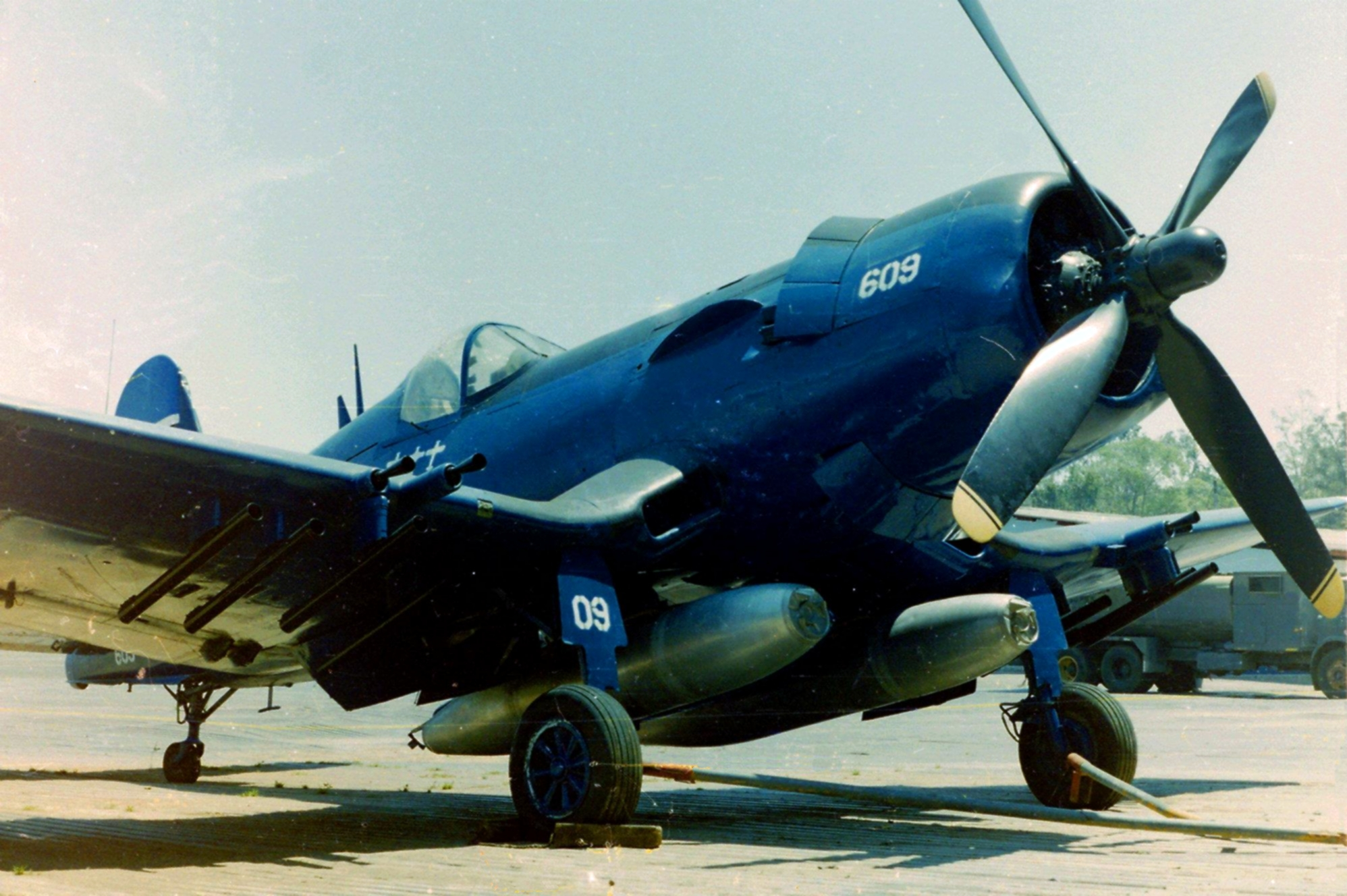
Vought F4U-5NL Corsair honduraského letectva, na kterém kapitán Fernando Soto sestřelil tři bojové letouny Salvadoru.

Na konci konfliktu bylo na salvadorské straně 900 mrtvých, převážně civilistů, přes 300 000 Salvadorců bylo vyhnáno ze svých domovů v Hondurasu. Utečenci se ve většině vrátili do již tak přeplněného Salvadoru. Honduras ztratil na 250 vojáků a okolo 2 000 civilistů přišlo o život. Boje probíhaly hlavně na honduraské půdě, takže tisíce místních obyvatel přišlo o střechu nad hlavou. Hranice mezi oběma zeměmi byla oficiálně uzavřena.
Situace uprchlíků v Salvadoru se stala postupem času zcela neúnosná. Vláda nebyla schopna pokrýt jejich základní potřeby. Problém se nakonec stal jednou z hlavních příčin vypuknutí Salvadorské občanské války o deset let později.
Rozhodující fotbalový zápas o postup se odehrál na neutrální půdě v Mexiku a Salvador v něm zvítězil 3:2 v prodloužení. Salvadorská fotbalová reprezentace následně zvládla i další fázi kvalifikace a probojovala se tak na mistrovství světa.